# Linie van de Eems
De Linie van de Eems was een verdedigingslinie op de grens van Nederland en Duitsland, opgericht einde 16e eeuw. De linie werd aangelegd in het moerassengebied op de grens van Nederland en Duitsland en beschermde Groningen, Friesland en Drenthe. Er was slechts een beperkt aantal toegangswegen door de veenmoerassen heen, en die werden bewaakt door forten en vestingen als Bourtange en Coevorden en enkele schansen, zoals Nieuweschans.
De linie bestond uit een reeks van vestingen, batterijen en schansen:
- Batterijen langs de Westerwoldsche Aa
- Langeakkerschans of Nieuweschans (1628)
- Bonerschans (1589)
- Bellingwolder- of Oudeschans (1593)
- Flèche (1600)
- Redoute bij De Lethe (1797)
- Bruggeschans bij Winschoterhogebrug
- Dieler Schans
- Wedderborg (in 1530 versterkt)
- Bourtange
- Redoute Bakoven
- Redoute de Batterij (ook wel: Barnflair) (1798)
- Emmerschans
- Coevorden
- Schans De Katshaar
- Ommerschans

## Eerste en Tweede Linie
Er was sprake van een Eerste en een Tweede Linie. De Eerste Linie bestond uit de vesting Coevorden en 26 losse verdedigingswerken, waaronder Bourtange, terwijl de Tweede Linie bestond uit de vesting Groningen en 21 losse verdedigingswerken.
In 1851 werd de gehele linie opgeheven en een deel van de verdedigingswerken is gesloopt.